# سیارک ۲۷۲۶
سیارک ۲۷۲۶ (به انگلیسی: 2726 Kotelnikov، نامگذاری:1979SE9) دو هزار و هفتصد و بیست و ششمین سیارک کشف شده‌است که در ۲۲ سپتامبر ۱۹۷۹ کشف شد.
قدر مطلق سیارک برابر ۱۲٫۵۰ است.